# Shaun Stafford
Shaun Stafford Beckish (13 dicembre 1968) è un'ex tennista statunitense.

## Carriera
In carriera ha vinto un titolo in singolare e un titolo di doppio. Nei tornei del Grande Slam ha ottenuto il suo miglior risultato raggiungendo i quarti di finale di doppio agli Australian Open nel 1994, giocando in coppia con la canadese Jill Hetherington.

## Statistiche

### Singolare

#### Vittorie (1)
| Numero | Anno           | Torneo              | Superficie | Avversaria in finale | Punteggio |
| 1.     | 4 ottobre 1992 | Taiwan Open, Taipei | Cemento    | Ann Grossman         | 6-1, 6-3  |

### Doppio

#### Vittorie (1)
| Numero | Anno           | Torneo                                   | Superficie  | Compagna         | Avversarie in finale            | Punteggio     |
| 1.     | 23 maggio 1993 | Internationaux de Strasbourg, Strasburgo | Terra rossa | Andrea Temesvári | Jill Hetherington Kathy Rinaldi | 6-7, 6-3, 6-4 |

### Doppio

#### Finali perse (1)
| Numero | Anno            | Torneo                             | Superficie | Compagna        | Avversarie in finale            | Punteggio     |
| 1.     | 17 gennaio 1993 | Sunsmart Victorian Open, Melbourne | Cemento    | Cammy MacGregor | Nicole Bradtke Nathalie Tauziat | 6-1, 3-6, 3-6 |